# Scandinavian Cup w biegach narciarskich 2016/2017
Scandinavian Cup w biegach narciarskich 2016/2017 – kolejna edycja tego cyklu zawodów. Rywalizacja rozpoczęła się 9 grudnia 2016 r. w norweskiej miejscowości Lillehammer, a zakończyła się 5 marca 2017 r. w łotewskiej Madonie.
Obrońcami tytułu są Norwegowie: Barbro Kvåle i Martin Løwstrøm Nyenget.

## Kalendarz i wyniki

### Kobiety
| Lp | Data            | Miejscowość | Dystans                            | 1. miejsce        | 2. miejsce              | 3. miejsce             |
| -- | --------------- | ----------- | ---------------------------------- | ----------------- | ----------------------- | ---------------------- |
| 1. | 9 grudnia 2016  | Lillehammer | sprint s. klasycznym               | Anna Dyvik        | Lotta Udnes Weng        | Kari Vikhagen Gjeitnes |
| 2. | 10 grudnia 2016 | Lillehammer | 5 km s. dowolnym                   | Charlotte Kalla   | Ebba Andersson          | Lotta Udnes Weng       |
| 3. | 11 grudnia 2016 | Lillehammer | 15 km s. klasycznym (start masowy) | Charlotte Kalla   | Kathrine Rolsted Harsem | Ebba Andersson         |
| 4. | 7 stycznia 2017 | Lahti       | sprint s. dowolnym                 | Hanna Falk        | Anna Dyvik              | Marthe Kristoffersen   |
| 5. | 8 stycznia 2017 | Lahti       | 10 km s. klasycznym                | Justyna Kowalczyk | Hanna Falk              | Anna Dyvik             |
| 6. | 8 stycznia 2017 | Lahti       | 15 km bieg łączony                 | Odwołano          | Odwołano                | Odwołano               |
| 7. | 3 marca 2017    | Madona      | sprint s. dowolnym                 | Anna Dyvik        | Maria Nordström         | Lotta Udnes Weng       |
| 8. | 4 marca 2017    | Madona      | 5 km s. klasycznym                 | Maria Nordström   | Sofia Henriksson        | Linn Sömskar           |
| 9. | 5 marca 2017    | Madona      | 10 km stylem dowolnym (handicap)   | Linn Sömskar      | Maria Nordström         | Anna Dyvik             |

### Mężczyźni
| Lp | Data            | Miejscowość | Dystans                            | 1. miejsce           | 2. miejsce           | 3. miejsce              |
| -- | --------------- | ----------- | ---------------------------------- | -------------------- | -------------------- | ----------------------- |
| 1. | 9 grudnia 2016  | Lillehammer | sprint s. klasycznym               | Sindre Odberg Palm   | Håvard Solås Taugbøl | Mattis Stenshagen       |
| 2. | 10 grudnia 2016 | Lillehammer | 10 km s. dowolnym                  | Daniel Stock         | Tord Asle Gjerdalen  | Joachim Aurland         |
| 3. | 11 grudnia 2016 | Lillehammer | 30 km s. klasycznym (start masowy) | Niklas Dyrhaug       | Tord Asle Gjerdalen  | Mathias Rundgreen       |
| 4. | 7 stycznia 2017 | Lahti       | sprint s. dowolnym                 | Oskar Svensson       | Karl-Johan Westberg  | Sindre Bjørnestad Skar  |
| 5. | 8 stycznia 2017 | Lahti       | 15 km s. klasycznym                | Iivo Niskanen        | Mattis Stenshagen    | Eirik Sverdrup Augdal   |
| 6. | 8 stycznia 2017 | Lahti       | 30 km bieg łączony                 | Odwołano             | Odwołano             | Odwołano                |
| 7. | 3 marca 2017    | Madona      | sprint s. dowolnym                 | Håvard Solås Taugbøl | Tomas Northug        | Vegard Bjerkreim Nilsen |
| 8. | 4 marca 2017    | Madona      | 10 km s. klasycznym                | Daniel Stock         | Mathias Rundgreen    | Magnus Stensås          |
| 9. | 5 marca 2017    | Madona      | 15 km stylem dowolnym (handicap)   | Mathias Rundgreen    | Håvard Solås Taugbøl | Magnus Stensås          |

## Klasyfikacje
| Lp. | Zawodniczka            | Punkty |
| --- | ---------------------- | ------ |
| 1.  | Anna Dyvik             | 472    |
| 2.  | Tiril Udnes Weng       | 316    |
| 3.  | Lotta Udnes Weng       | 308    |
| 4.  | Maria Nordström        | 239    |
| 5.  | Thea Krokan Murud      | 210    |
| 6.  | Lovise Heimdal         | 200    |
| 6.  | Charlotte Kalla        | 200    |
| 8.  | Elin Mohlin            | 194    |
| 9.  | Kari Vikhagen Gjeitnes | 191    |
| 10. | Sofia Henriksson       | 190    |
| 11. | Ebba Andersson         | 180    |
| 11. | Hanna Falk             | 180    |
| 13. | Linn Sömskar           | 170    |
| 14. | Emilie Kristoffersen   | 167    |
| 15. | Marthe Kristoffersen   | 162    |

| Lp. | Zawodnik                | Punkty |
| --- | ----------------------- | ------ |
| 1.  | Håvard Solås Taugbøl    | 357    |
| 2.  | Daniel Stock            | 336    |
| 3.  | Mathias Rundgreen       | 310    |
| 4.  | Mattis Stenshagen       | 174    |
| 5.  | Magnus Stensås          | 164    |
| 6.  | Tord Asle Gjerdalen     | 160    |
| 7.  | Espen Udjus Frorud      | 153    |
| 8.  | Niklas Dyrhaug          | 151    |
| 9.  | Emil Nyeng              | 148    |
| 10. | Vegard Bjerkreim Nilsen | 137    |
| 11. | Gjøran Tefre            | 134    |
| 12. | Johannes Høsflot Klæbo  | 125    |
| 13. | Iivo Niskanen           | 120    |
| 14. | Karl-Johan Westberg     | 117    |
| 15. | Sindre Odberg Palm      | 111    |